# Antona nigrobasalis
Antona nigrobasalis là một loài bướm đêm thuộc phân họ Arctiinae, họ Erebidae.